# Nola mesocyma
Nola mesocyma är en fjärilsart som beskrevs av Paul Dognin 1912. Nola mesocyma ingår i släktet Nola och familjen trågspinnare. Inga underarter finns listade i Catalogue of Life.